# Les Braconniers
Pour les articles homonymes, voir Braconnier.
Personnages
- Marcassou, marchand de mulets
- Lastécouères De Campistrous, gouverneur de la province de Bigorre.
- Éléonor de Campistrous, son fils.
- Bibès, veux braconnier
- Carmagnasse, barbier
- Gabastou, aubergiste
- Piérougue, paysan
- Tartarin, paysan
- Fourcade, paysan
- Barbadès, garde forestier
- Palamos, garde forestier
- Un domestique
- Ginetta, nièce de Carmagnasse
- Bibletto, chasseur de chamois
- Frédéric, garde-chasse
- Carlo, garde-chasse
- Gardes Forestiers, piqueurs, garçons perruquiers, paysans, paysannes, bourgeois, bourgeoises, seigneurs et dames, invités, domestiques, etc.

Les Braconniers est un opéra-bouffe en trois actes de Jacques Offenbach, sur un livret d’Alfred Duru et Henri Chivot, créée aux Variétés le 29 janvier 1873.

## Argument
Dans la province de Bigorre, sous le règne de Louis XVI, le comte de Campistrous, gouverneur du pays de Bigorre a dépossédé son parent de ses domaines. Pendant qu’il plaide son procès à Paris, sa fille vit en braconnant, sous l’identité de Bibletto, le chasseur de chamois et le nom Rastamagnac, Mlle de Birague, le gibier qui revient à sa famille. Alors que les gardes forestiers tentent de mettre la main sur « Rastamagnac », celle-ci reçoit l’aide de nombreux amis : Gabastou l’aubergiste lui sert de receleur tandis que sa sœur de lait, Ginetta, nièce du barbier Carmagnasse, l’aide à dépister les garde-chasses. Mlle de Birague sort, une première fois, sous les habits de son sexe, tandis que ses amis font semblant de continuer la sérénade donnée à Ginetta, la nouvelle épouse de Marcassou, le marchand de mulets. Lorsque ce dernier, descendu dans la rue distribuer des coups de trique, se fait enfermer dans la cave, Ginetta retourne chez son oncle, le barbier Carmagnasse, et fait passer Bibletto, tantôt pour son mari Marcassou, tantôt pour la sœur de Bibletto, dont Éléonor, le fils du gouverneur, est devenu amoureux. Lorsque le vrai Marcassou vient à son tour, elle se refuse à le reconnaître. Il est pris pour Rastamagnac et veut faire arrêter le braconnier, qu’il croit chasser sur ses terres matrimoniales. Il finit par être arrêté lui-même et serait pendu, si soudainement le gouverneur ne recevait la nouvelle qu’il a perdu son procès et que le vrai possesseur des biens s’est fait braconnier. Dès lors, il installe Marcassou au château, l’entoure de soins, et les quiproquos continuent de toute part jusqu’à ce que Marcassou reprenne sa femme et que Mlle de Birague épouse Éléonor de Campistrous.

## Réception
En dépit de leur brillante distribution, les Braconniers avaient le défaut de rappeler un peu trop les Brigands et la pièce céda au bout de deux mois. Ils furent néanmoins remis avec succès à la scène au théâtre Cluny le 30 août 1881.

## Distribution lors de la création
| Rôle | Type de voix | Distribution lors de la première, le 29 janvier 1873 (Chef d’orchestre : Jacques Offenbach) |
| --- | ------------ | ------------------------------------------------------------------------------------------- |
| Marcassou, marchand de mulets | ténor        | Dupuis                                                                                      |
| Lastécouères De Campistrous, gouverneur de la province de Bigorre.                                                                           | ténor        | Berthelier                                                                                  |
| Éléonor de Campistrous, son fils. |              | Grenier                                                                                     |
| Bibès, veux braconnier | ténor        | Léonce                                                                                      |
| Carmagnasse, barbier |              | Baron                                                                                       |
| Gabastou, aubergiste |              | Blondelet                                                                                   |
| Piérougue, paysan |              | Daniel Bac                                                                                  |
| Tartarin, paysan |              | Mussay                                                                                      |
| Fourcade, paysan |              | Bordier                                                                                     |
| Barbadès, garde forestier |              | Coste                                                                                       |
| Palamos, garde forestier |              | Videix                                                                                      |
| Un domestique |              | Millaud                                                                                     |
| Ginetta, nièce de Carmagnasse | soprano      | Zulma Bouffar                                                                               |
| Bibletto, chasseur de chamois |              | Marie Heilbron                                                                              |
| Frédéric, garde-chasse |              | E. Lavigne                                                                                  |
| Carlo, garde-chasse |              | Pelletier                                                                                   |
| Gardes Forestiers, piqueurs, garçons perruquiers, paysans, paysannes, bourgeois, bourgeoises, seigneurs et dames, invités, domestiques, etc. |              |                                                                                             |